# فيرينك ناغي (لاعب كرة قدم)
فيرينك ناجي (بالفرنسية: Ferenc Nagy)‏ (و. 1884 – 1962 م) هو لاعب كرة قدم، ومدرب كرة قدم مجري، مركز لعبه هو مُدَافِع، توفي عن عمر يناهز 78 عاماً.